# Studley
Studley är en ort och civil parish i Storbritannien.   Den ligger i grevskapet Warwickshire och riksdelen England, i den södra delen av landet, 150 km nordväst om huvudstaden London. Studley ligger 75 meter över havet och antalet invånare är 6 624.
Terrängen runt Studley är platt. Runt Studley är det ganska tätbefolkat, med 116 invånare per kvadratkilometer. Närmaste större samhälle är Redditch, 5,4 km nordväst om Studley. Trakten runt Studley består till största delen av jordbruksmark.